# 적 (관계)
적(敵)은 자신에게 위험을 가하는 상대이다. 전쟁의 교전 상대나 게임이나 경기의 경쟁자를 가리키기도 한다. 또한 자신의 취향이나 생각과 맞지 않는 인물이나 조직을 가리키는 경우도 있다.

## 같이 보기
- 안티
- 프레너미
- 라이벌